# Sauveterre-de-Béarn

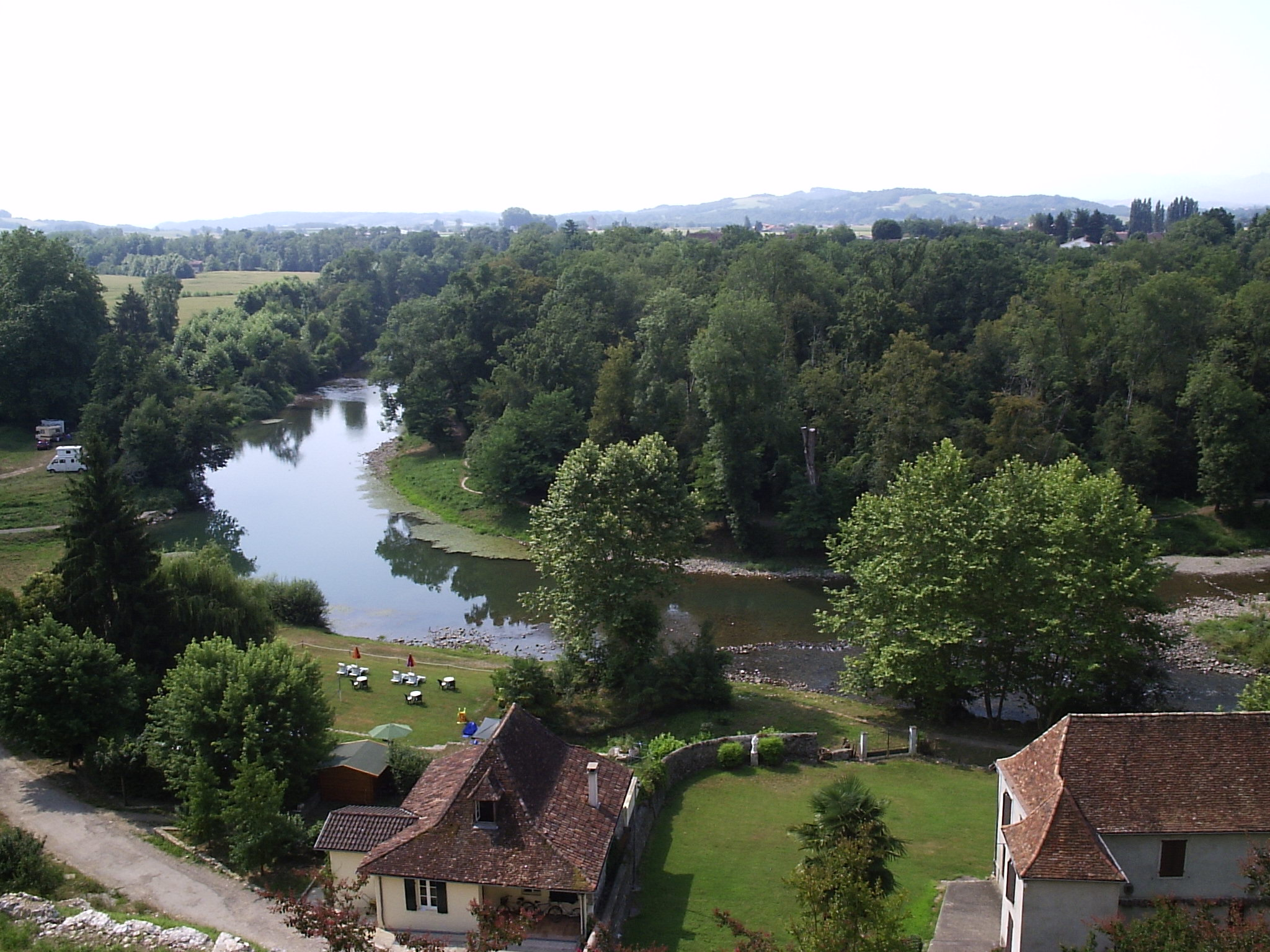
Gave d'Oloron River

Sauveterre-de-Béarn là một xã thuộc tỉnh Pyrénées-Atlantiques trong vùng Nouvelle-Aquitaine miền tây nam nước Pháp.